# Takiji Kobayashi
Takiji Kobayashi (小林 多 喜 二, Odate, Akita, 13. listopada 1903. – Tokio, 20. veljače 1933.) bio je japanski autor proleterske književnosti.
Najpoznatiji je po noveli Kanikōsen objavljenoj 1929. godine. Novela se bavi teškim životom tvorničkih radnika, ribara i pomoraca na brodu za preradu rakova te opisuje njihovu pobunu protiv tvrtke.
Kobayashia su uhitili, mučiili i ubili pripadnici specijalne Tokkō policije dvije godine kasnije.

## Životopis
Kobayashi je rođen u Odate, Akita u Japanu. U dobi od četiri godine njegova se obitelj seli u Otaru, Hokkaido. Obitelj mu nije bila bogata no Kobayashijev ujak plaćao je troškove školovanja te je mogao pohađati srednju komercijalnu školu Hokkaido Otaru i komercijalnu školu za visoko obrazovanje Otaru. Tijekom studija zainteresirao se za pisanje i slao eseje književnim časopisima, radio kao urednik i objavljivao vlastite radove. Jedan od njegovih učitelja u školi bio je ekonomist, kritičar i pjesnik Nobuyuki Okuma. U to vrijeme zbog financijskih poteškoća i ekonomske recesije priključuje se radničkom pokretu.
Nakon završene škole radio je u podružnici Otaru banke Hokkaido Takushoku. Na općim izborima 1928. godine Kobayashi je pomogao u izbornoj kampanji kandidata Kenza Yamamota i prisustvovao Yamamotonu govoru u selu na podnožju planine Yōtei. To je iskustvo kasnije prenio u knjigu Higashikutchankō (東 倶 知 安 行). Iste je godine njegova priča 15. ožujka 1928. (temeljena na incidentu od 15. ožujka) objavljena u književnom časopisu Senki ("Standard bitke" na japanskom). Priča prikazuje mučenja koja su vršili pripadnici specijalne policije Tokkō, što je razbjesnilo vladine dužnosnike. 
Godine 1929. u Senkiju je objavljen Kobayashijev roman Kanikōsen o posadi broda za ribolov i konzerviranje riba koja odlučuje suprotstaviti se okrutnom upravitelju. Brzo je stekao pozornost i ozloglašenost te je postao stjegonoša marksističke proleterske književnosti. U srpnju istge godine adaptiran je u kazališnu predstavu i izveden je u kazalištu Imperial Garden pod naslovom Sjevero od geografske širine 50 stupnjeva sjeverno (北緯 五十 度 以北). Cjeloviti tekst Kanikōsena u Japanu je postao dostupan tek 1948. godine.
Također 1929. godine Kobayashi je objavio Iznajmljivač u odsutnosti nakon što je radio na nekoliko inačica. Ova knjiga opisuje težak život lokalnih i useljeničkih poljoprivrednika zakupaca na sjevernom otoku Hokaido i njihovu borbu protiv načina na kojem se prema njima odnose bogati zemljoposjednici, za vrijeme Japanskih napora da kolonizaira otok i razvije poljoprivredu i poljoprivrednu industriju. Priča se nalazi u neimenovanom selu 'S.', u blizini grada Asahikawa, duž doline rijeke Ishikari, oko 80 milja sjeveroistočno od Otarua u kojem je živio Kobayashi. Policija, posebno Tokkō je označila Kobayashija za nadzor, a objava  Iznajmljivač u odsutnosti (不在 地主, Fuzaijinushi) u časopisu Chūōkōron postala osnova za njegovo otpuštanje s posla u banci.
U proljeće 1930. godine Kobayashi se preselio u Tokio i postao glavni tajnik Japanskog sindikata proleterskih književnika. Dana 23. svibnja uhićen je zbog sumnje da je davao financijsku potporu Japanskoj komunističkoj partiji, a privremeno je pušten 7. lipnja. Po povratku u Tokio 24. lipnja ponovno je uhićen. U kolovozu je progonjen prema Zakonu o javnom redu i policiji iz 1900. godine, te zatvoren u kaznionicu Toyotama. Dana 22. siječnja 1931. godine pušten je uz jamčevinu. Kobayashi se zatim povlači u osamu u vrućem vrelu Nanasawa u prefekturi Kanagawa. U listopadu 1931. godine Kobayashi je službeno postao član zabranjene Japanske komunističke partije.
Dana 20. veljače 1933. godine Kobayashi je otišao u Akasaki kako bi se sastao s kolegom iz Komunističke partije za kojeg se ispostavilo da je bio Tokkōov špijun koji se infiltrirao u stranku i predao ga u ruke policije. Iako je pokušao pobjeći, uhvaćen je i uhićen. Kobayashi je zatim odveden u policijsku postaju Tsukiji, gdje je mučen i ubijen. Policijske vlasti objavile su sljedeći dan da je Kobayashi umro od srčanog udara, a nijedna bolnica nije izvršila obdukciju iz straha od Tokkōa.